# Culicoides nigrigenus
Culicoides nigrigenus är en tvåvingeart som beskrevs av Wirth och Blanton 1956. Culicoides nigrigenus ingår i släktet Culicoides och familjen svidknott. Inga underarter finns listade i Catalogue of Life.